# Nalini Bala Devi
Nalini Bala Devi (23 de marzo de 1898 - 24 de diciembre de 1977), fue una escritora y reconocida poetisa del idioma asamés en la India.

## Biografía
Nalini Bala Devi nació el 23 de marzo de 1898 en Guwahati, Assam, India, en el seño de una familia de buen pasar y com prometida políticamente. 
Se crio en un hogar educado, frecuentado por líderes políticos y congresistas, en el cual recibió educación en casa. La casaron a los 12 años y enviudó a los 19.
Participó del movimiento indio de desobediencia civil de 1921. Escribió muchos libros de poesía.
En 1956  recibió el título de "kaviabharati."
En 1967, le otorgaron el Premio Sahitya Akademi.
En 1977, fue galardonada con el Premio Padma Shri.
Falleció el 24 de diciembre de 1977.